# Стад (півострів)
Півострів Стад (норв. Stad) або Стадландет (норв. Stadlandet) — півострів у муніципалітеті Стад у північно-західній частині округу Нордфіорд у графстві Вестланд у Норвегії. Півострів вважається точкою поділу між Норвезьким морем на півночі та Північним морем на півдні. Ім'я іноді також пишуть як Стадт, Статт або Стадландет (не плутати з подібним німецьким словом «штадт» (нім. Stadt). До числа найбільших сіл півострова входять Ервік (північно-західний край), Боргундвгаг і Лейканґер (північно-східна сторона) та село Сельє (південно-західна сторона).
Півострів вінчає гірське плато заввишки 500 метрів, найвищою точкою якого є пік Тарвальдсегга висотою 645 метрів. На півострові є кілька долин, але західний кінець плато занурюється в море з 497-метрової скелі Керрінга.
На півострові Стад дуже суворий вітряний клімат. Найбільша швидкість вітру в Норвегії часто фіксується на цьому мисі. Розташований між містами Берген (на південь) та Олесунн (в окрузі Мере-ог-Ромсдал на півночі), це єдиний півострів на материковій частині Норвегії, який вдається глибоко у відкрите море. Більша частина решти суднового шляху з Бергена в Олесунн захищена островами. Маяк Свіной (норв. Svinøy fyr) розташований у 13 кілометрах на північ від півострова на невеликому острові в Норвезькому морі.

## Галерея

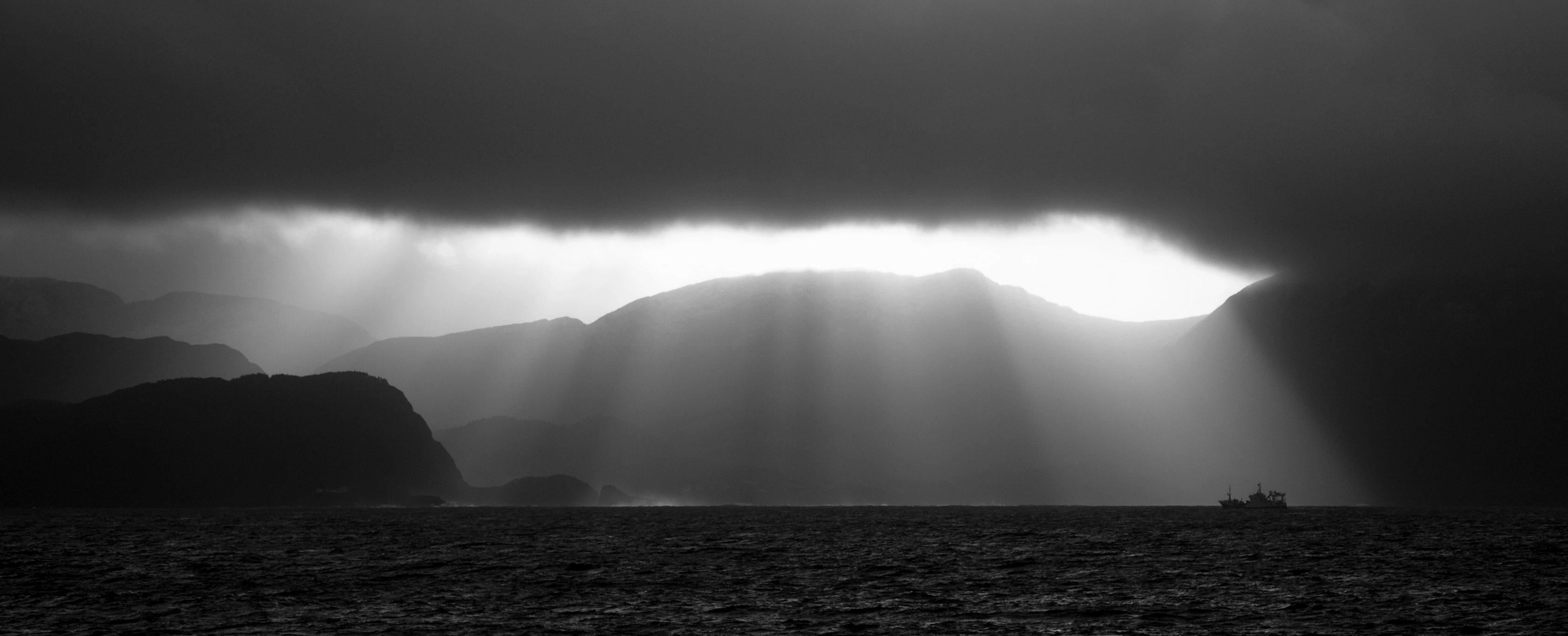
Море в Індре-Фуре, півострів Стад, Норвегія
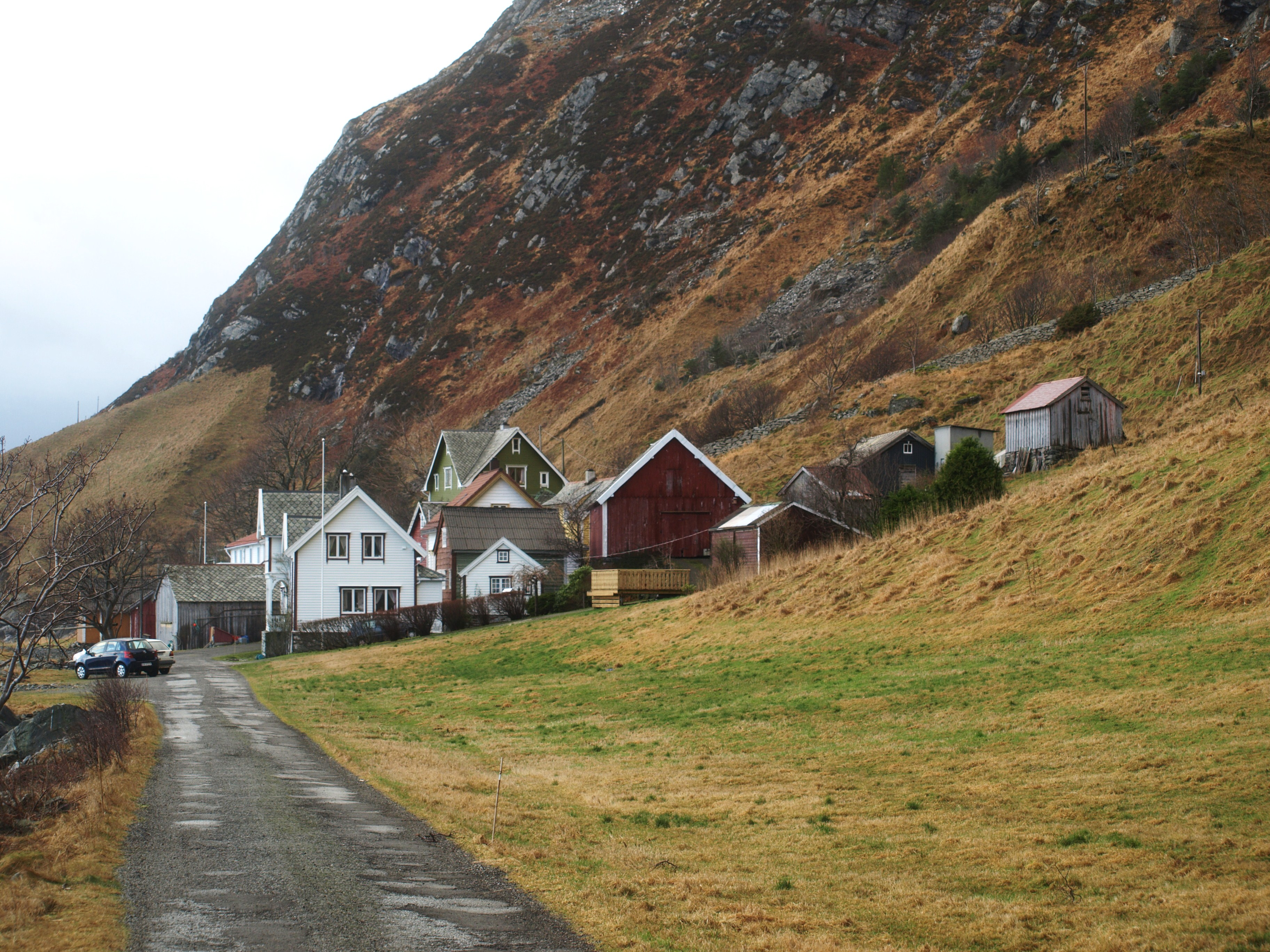
Село Індре-Фуре на півострові Стад
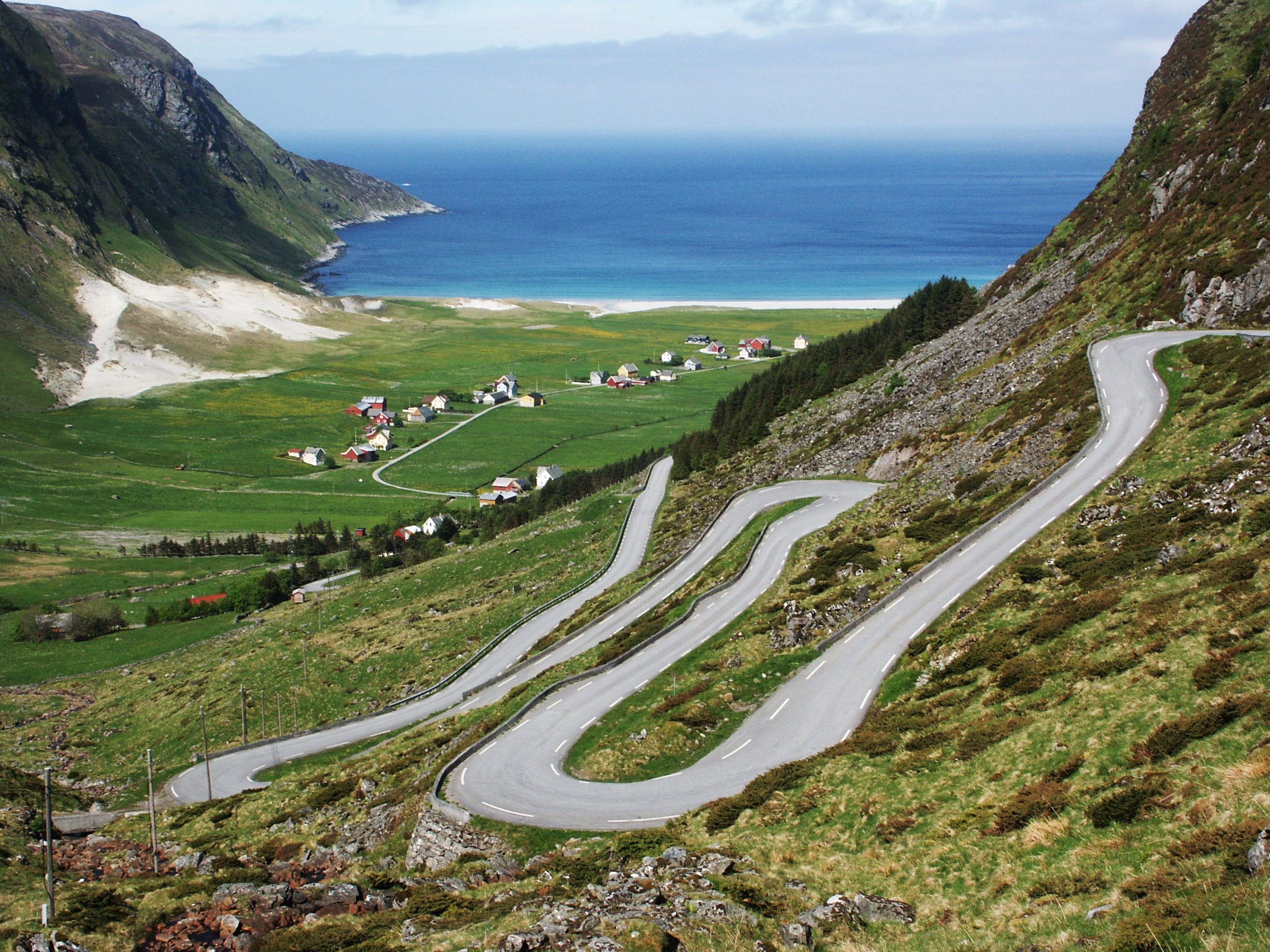
Селище Годдевік на півострові
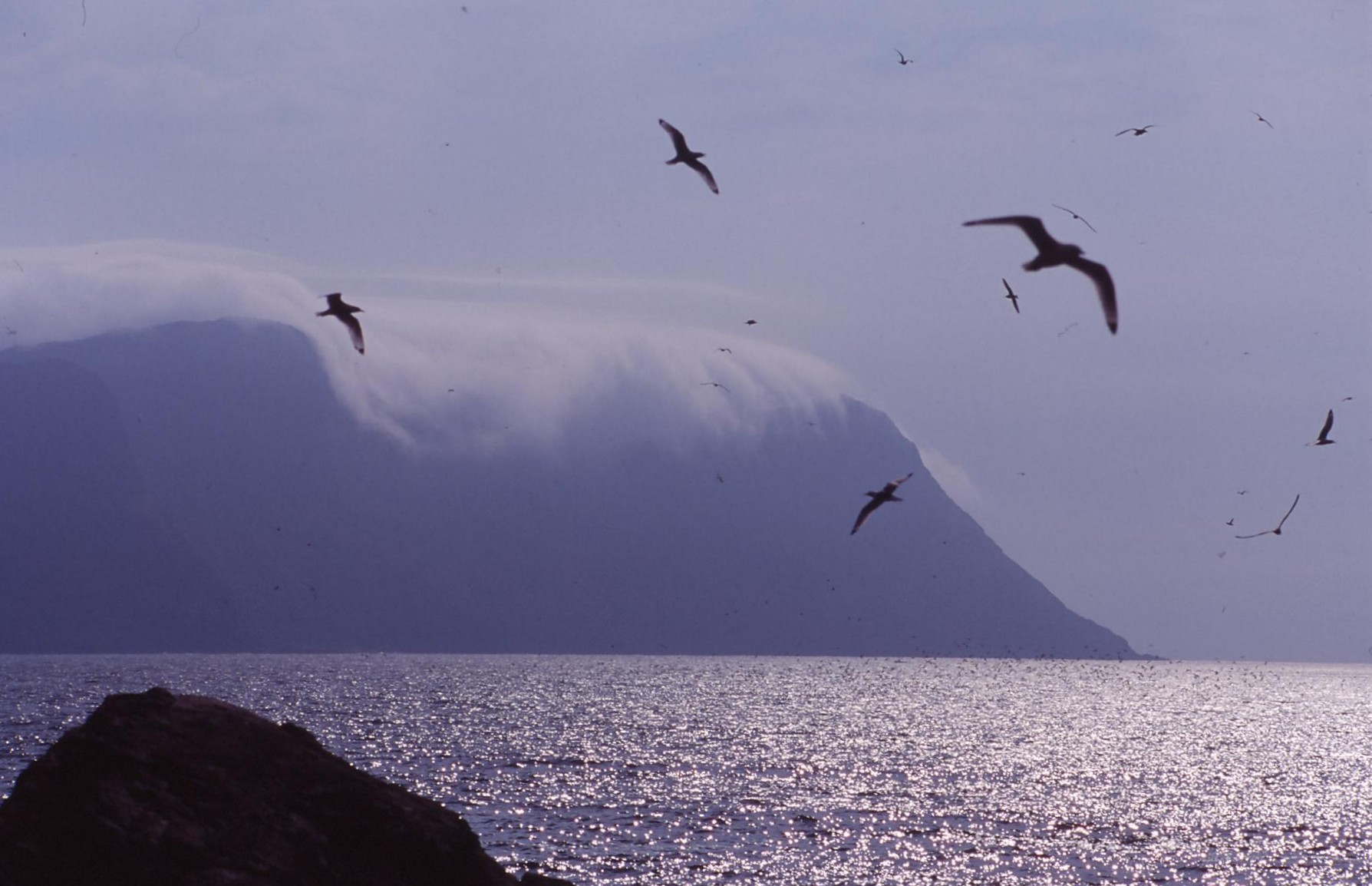
Півострів у тумані
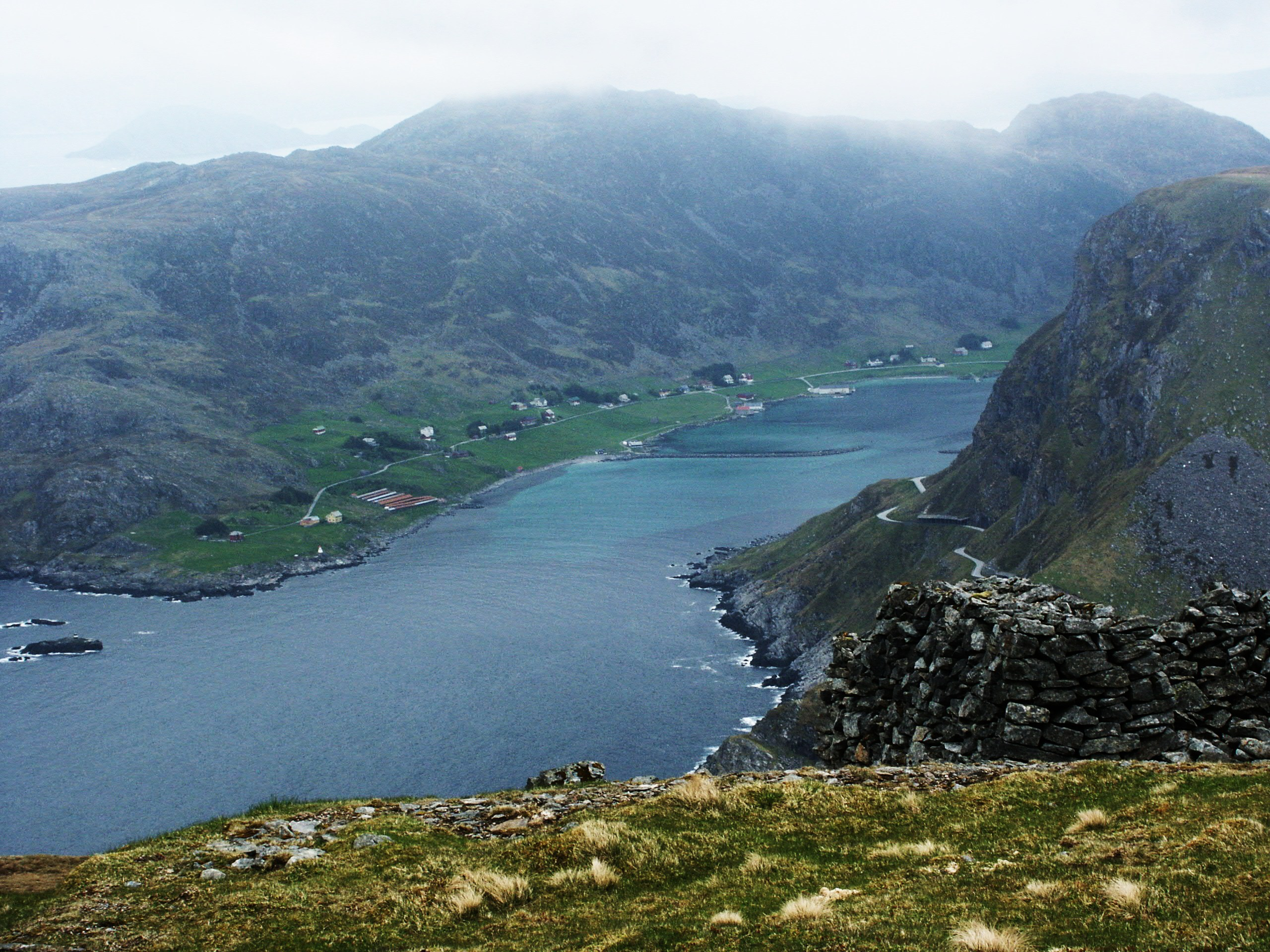
Селище Гоннінгсваг на півострові
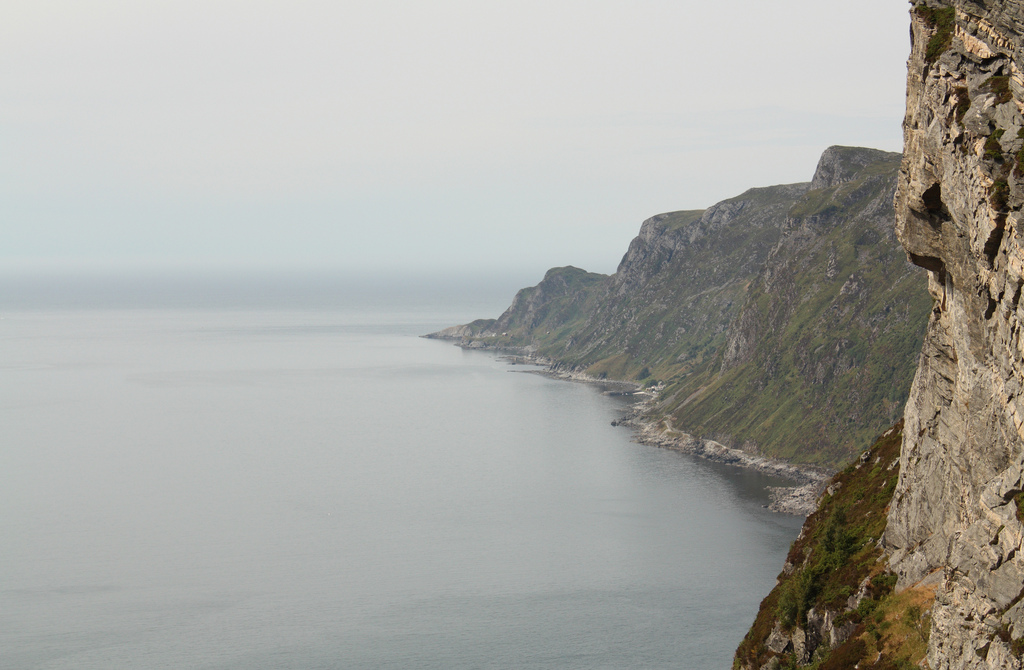
Дорога на півострові
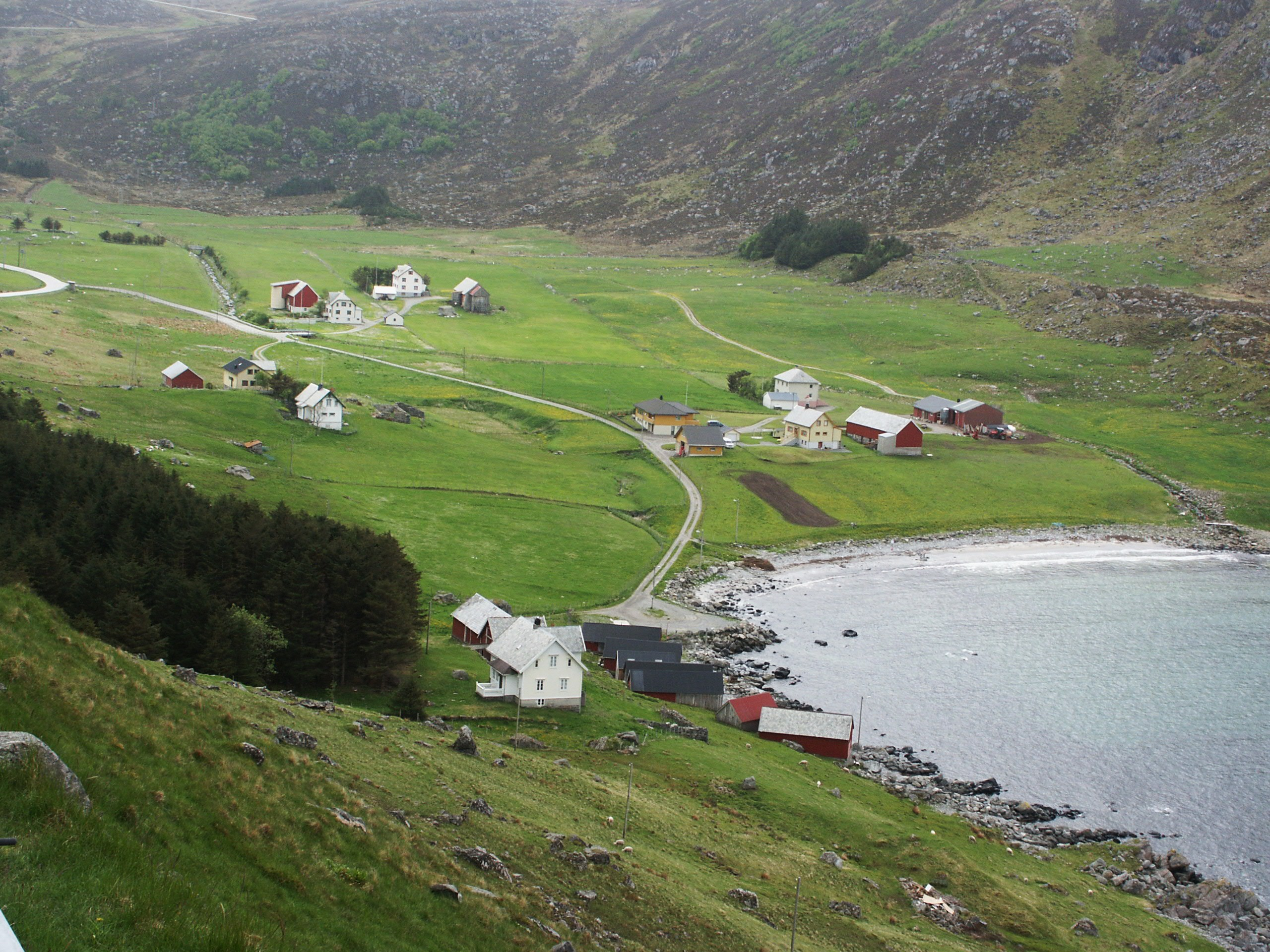
Селище Ервік на півострові
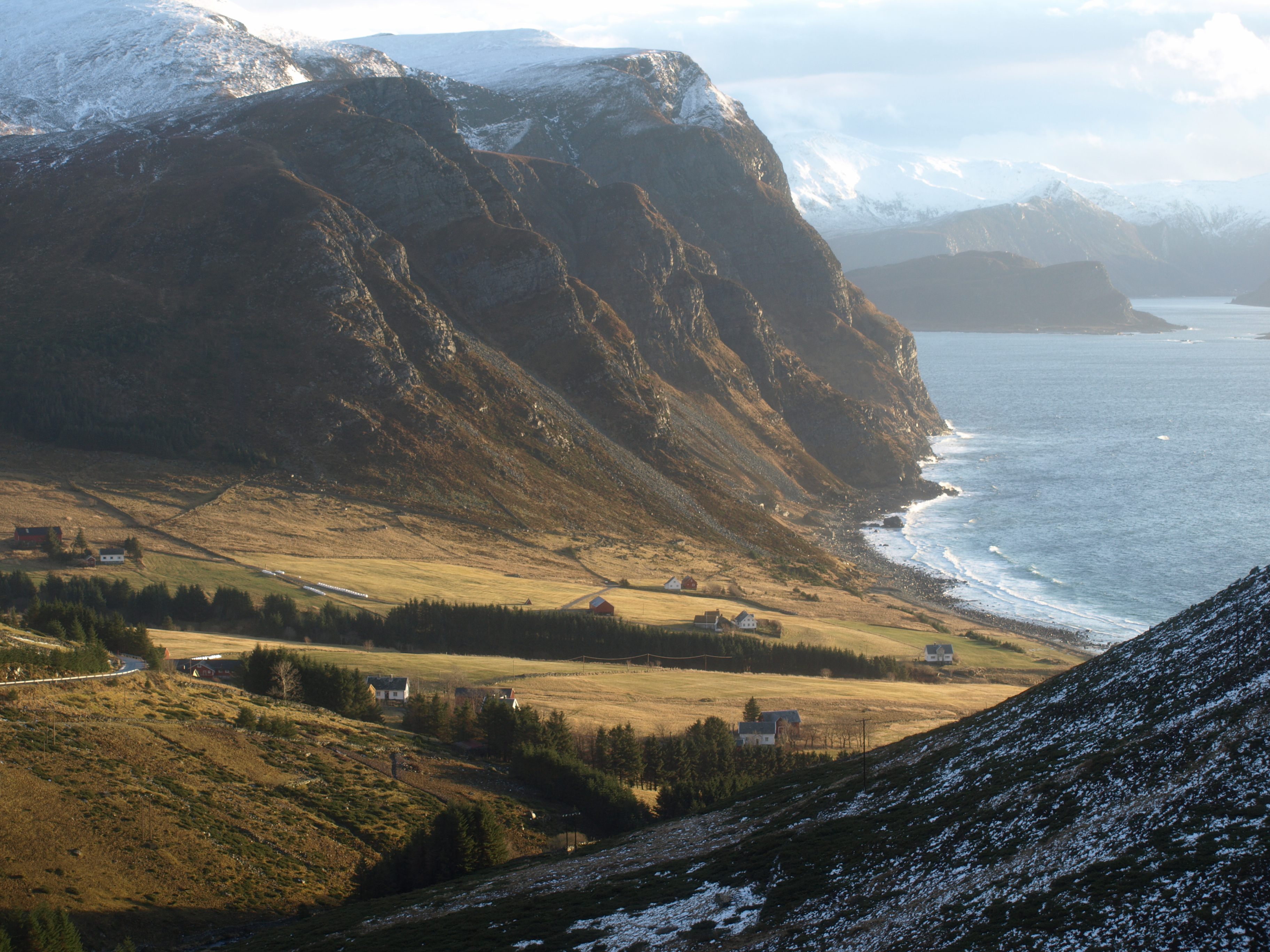
Село Драге на півострові Стад